# Hrušov (Banská Bystrica)
Hrušov (in ungherese Magasmajtény, in tedesco Hruschau) è un comune della Slovacchia facente parte del distretto di Veľký Krtíš, nella regione di Banská Bystrica.

## Storia
Il villaggio è citato per la prima volta nel 1258 con il nome di Huruso, come feudo del castello di Bzovík. Nel XIX secolo passò ai conti Hussáry e poi all'arcivescovato di Strigonio.